# Can’t Wait Another Day
Can’t Wait Another Day — шестой студийный альбом американской инди-рок группы The Ladybug Transistor из Бруклина (Нью-Йорк). Он был выпущен 5 июня 2007 года на лейбле Merge Records и это был последний диск с ударником San Fadyl (трагический уход из жизни которого произошёл всего за несколько недель до выхода альбома).

## Отзывы
| Оценки критиков  | Оценки критиков |
| Источник         | Оценка          |
| ---------------- | --------------- |
| AllMusic         | [ 1 ]           |
| Drowned in Sound | 6/10            |
| Pitchfork Media  | 6.4/10          |
| Stylus Magazine  | B−              |
| Tiny Mix Tapes   | [ 7 ]           |

The Ladybug Transistor получил положительные отзывы от музыкальных критиков. Критик AllMusic Тим Сендра оценил альбом на 4 из 5 и отметил что «Изменения в составе группы печалят давних поклонников (не более чем трагический уход из жизни барабанщика San Fadyl за несколько недель до выхода альбома), но в итоге получилась еще одна прекрасная пластинка, которая стоит в одном ряду с лучшими работами группы. И если вы хоть немного следили за ними, то знаете, что лучшие работы Ladybug Transistor равнозначны лучшей поп-музыке, созданной за последние 50 лет».
Exclaim! написал, что «это далеко не плохой альбом — на самом деле, он довольно хорош — просто несколько разочаровывает то, что группа отходит от той неприкрытой жизнерадостности, которую она когда-то сделала своей собственной». В рецензии в газете The Guardian сочли, что «давние поклонники с удовольствием окунутся в мягкую прелесть альбома, несмотря на ощущение, что некоторые более запоминающиеся моменты были бы желанными».

## Список композиций
1. «Always on the Telephone»
2. «I’m Not Mad Enough»
3. «Here Comes the Rain»
4. «Terry»
5. «This Old Chase»
6. «For No Other»
7. «Three Days from Now»
8. «In-Between»
9. «So Blind»
10. «Broken Links»
11. «California Stopover»
12. «Lord, Don’t Pass Me By»